# 미국 관세국경보호청
미합중국 관세국경보호청(美合衆國 關稅國境保護廳, 영어: United States Customs and Border Protection, USCBP/CBP)은 미국 국토안보부 산하의 정부 기관이다. 미국 시민 및 영주권자, 그리고 미국을 방문하는 외국인에 대한 출입국관리, 그리고 세관에 대한 업무를 수행한다.

## 같이 보기
- 미국 국토안보부(DHS)
- 미국 이민국(INS)